# گونگولدینگ
گونگولدینگ (به آلمانی: Gungolding) یک منطقهٔ مسکونی در آلمان است که در والتینگ واقع شده‌است.